# Dawid Jacobs
Dawid Jacobs – południowoafrykański zapaśnik walczący w obu stylach.
Brązowy medalista igrzysk afrykańskich w 1995 i mistrzostw Afryki w 1993 i 1996.